# Помощник президента Российской Федерации
Помощник президента Российской Федерации — должность в Администрации президента России, введённая президентом РСФСР Б. Н. Ельциным в июле 1991 года. Число помощников определяется президентом России. 
С декабря 1991 года было назначено более 40 помощников.

## Функции помощников президента Российской Федерации
в соответствии с Положением об Администрации президента Российской Федерации, утверждённым Указом Президента Российской Федерации от 6 апреля 2004 г. № 490
- подготавливают предложения президенту Российской Федерации по реализации его полномочий;
- подготавливают с участием управлений президента Российской Федерации, иных самостоятельных подразделений Администрации аналитические, справочные, информационные материалы для президента Российской Федерации;
- подготавливают предложения по перспективным и текущим планам работы президента Российской Федерации;
- участвуют совместно с управлениями президента Российской Федерации, иными самостоятельными подразделениями Администрации, федеральными органами исполнительной власти, органами государственной власти субъектов Российской Федерации в подготовке государственных, официальных и иных визитов, официальных встреч, бесед, переговоров, рабочих поездок президента Российской Федерации, его встреч с гражданами, представителями политических партий и иных общественных объединений;
- обеспечивают по решению президента Российской Федерации или руководителя Администрации деятельность Государственного совета Российской Федерации, иных совещательных и консультативных органов при президенте Российской Федерации;
- подготавливают проекты поручений президента Российской Федерации и исполняют отдельные поручения президента Российской Федерации.

## Служба помощников президента Российской Федерации
Указом президента Российской Федерации от 6 мая 1992 г. № 465 Секретариат президента Российской Федерации реорганизован в службу помощников президента Российской Федерации и Канцелярию президента Российской Федерации.
Распоряжением президента Российской Федерации от 8 мая 1992 г. № 221-рп в состав службы помощников президента Российской Федерации введены помощники, пресс-секретарь, референты президента Российской Федерации и их рабочие аппараты.
Упразднена указом президента Российской Федерации от 2 октября 1996 г. № 1412 (не включена во вновь утверждённый перечень самостоятельных подразделений Администрации президента Российской Федерации).

## Первый помощник президента Российской Федерации
Должность образована распоряжением президента Российской Федерации от 8 мая 1992 г. № 221-рп (преобразована из должности руководителя Секретариата президента Российской Федерации), указом президента Российской Федерации от 25 июля 1996 г. № 1101 ликвидирована с 10 августа 1996 г.
- Илюшин, Виктор Васильевич (8 мая 1992 г., № 496 — 21 августа 1996 г., № 1220)

## Помощники президента Российской Федерации
Ниже приведён список лиц, занимавших должность помощника президента Российской Федерации (до 25 декабря 1991 г. — РСФСР) с 1991 г. После даты стоит номер указа или распоряжения президента, которым было произведено назначение или освобождение от должности.

### Действующие
Последние назначения (переназначения) на должности помощника президента Российской Федерации произошли 14 мая 2024 года.
1. Брычёва, Лариса Игоревна, помощник — начальник Государственно-правового управления президента России (26 марта 2004 г., № 407 — 7 мая 2008 г.; 13 мая 2008 г., № 764 — 7 мая 2012 г.; 21 мая 2012 г., № 679 — 7 мая 2018 г.; с 13 июня 2018 г., № 312 / 14 мая 2024 г., № 345)
2. Дюмин, Алексей Геннадьевич, помощник по вопросам ОПК и спорта (с 14 мая 2024 г., № 338) — секретарь Госсовета (с 29 мая 2024 г., № 443)
3. Калимулин, Дмитрий Рафаэльевич, помощник (с 13 июня 2018 г., № 313 / 14 мая 2024 г., № 346) — начальник Референтуры президента РФ
4. Мединский, Владимир Ростиславович, помощник по вопросам культуры и исторического наследия (с 24 января 2020 г., № 59 / 14 мая 2024 г., № 339)
5. Миронов, Дмитрий Юрьевич, помощник по вопросам государственной службы и кадровой политики (с 12 октября 2021 г., № 583 / 14 мая 2024 г., № 340)
6. Патрушев, Николай Платонович, помощник по вопросам кораблестроения и морской политики (с 14 мая 2024 г., № 341);
7. Ушаков, Юрий Викторович, помощник по внешнеполитическим вопросам (21 мая 2012 г., № 678 — 7 мая 2018 г.; с 13 июня 2018 г., № 317 / 14 мая 2024 г., № 342)
8. Фурсенко, Андрей Александрович, помощник по научно-образовательной политике (21 мая 2012 г., № 676 — 7 мая 2018 г.; с 13 июня 2018 г., № 318 / 14 мая 2024 г., № 343)
9. Шальков, Дмитрий Владиславович, помощник — начальник Контрольного управления президента РФ (с 13 июня 2018 г., № 319 / 14 мая 2024 г., № 347)
10. Эдельгериев, Руслан Сайд-Хусайнович, помощник по вопросам изменения климата (с 14 мая 2024 г., № 344)

### Бывшие
1. Корабельщиков, Анатолий Иванович, помощник по региональным вопросам (20 июля 1991 г., № 5-рп — 25 мая 1998 г., № 573)
2. Суханов, Лев Евгеньевич, помощник по работе с политическими партиями и связям с общественностью (20 июля 1991 г.. № 5-рп — 16 сентября 1997 г., № 1031)
3. Рюриков, Дмитрий Борисович, помощник по вопросам внешней политики (28 августа 1991 г., № 29-рп — 4 апреля 1997 г., № 300)
4. Скоков, Юрий Владимирович, помощник президента РСФСР — РФ по вопросам создания системы Совета безопасности РСФСР (19 сентября 1991 г., № 45-рп[1] — 3 апреля 1992 г., № 352)
5. Батурин, Юрий Михайлович, помощник по юридическим вопросам (2 июня 1993 г., № 407-рп), помощник по национальной безопасности (6 января 1994 г., № 21 — 18 июня 1996 г., № 923), помощник — секретарь Совета обороны РФ (18 июня 1996 г., № 923 — 12 февраля 1998 г., № 163)
6. Сатаров, Георгий Александрович, помощник по политическим вопросам (8 февраля 1994 г., № 251 — 16 сентября 1997 г., № 1032)
7. Кузык, Борис Николаевич, помощник по вопросам военно-технического сотрудничества с зарубежными странами (28 июня 1994 г., № 1373 — 12 февраля 1998 г., № 164)
8. Лившиц, Александр Яковлевич, помощник по экономическим вопросам (9 ноября 1994 г., № 2072 — 21 августа 1996 г., № 1221)
9. Краснов, Михаил Александрович, помощник по правовым вопросам (8 февраля 1995 г., № 117 — 25 мая 1998 г., № 574)
10. Шевченко, Владимир Николаевич, помощник (3 июля 1995 г., № 661 — 11 августа 1998 г., № 946) — руководитель протокола президента РФ
11. Медведев, Сергей Константинович, помощник — пресс-секретарь президента РФ (16 августа 1995 г. № 381-рп — 13 августа 1996 г., № 1160)
12. Семенченко, Валерий Павлович, помощник — заведующий Канцелярией президента РФ (16 августа 1995 г. № 381-рп — 9 августа 1996 г., № 1148)
13. Егоров, Николай Дмитриевич, помощник по проблемам региональной и национальной политики, федеративного устройства государства (17 августа 1995 г., № 858 — 15 января 1996 г., № 48)
14. Лебедь, Александр Иванович, помощник по национальной безопасности (18 июня 1996 г., № 924 — 17 октября 1996 г., № 1449)
15. Ястржембский, Сергей Владимирович, помощник — пресс-секретарь президента РФ (13 августа 1996 г., № 1161 — 28 марта 1997 г., № 272), помощник по координации информационно-аналитической работы федеральных органов исполнительной власти, принимающих участие в проведении контртеррористической операции на территории Северокавказского региона, а также взаимодействию со СМИ (20 января 2000 г., № 83 — 7 мая 2000 г., № 835; 4 июня 2000 г., № 1028 — 30 марта 2004 г., № 455), помощник — специальный представитель президента РФ по вопросам развития отношений с Европейским союзом (30 марта 2004 г., № 455 — 7 мая 2008 г.; и. о. до 13 мая 2008 г., № 772)
16. Игнатьев, Сергей Михайлович, помощник по экономическим вопросам (13 сентября 1996 г., № 1354 — 5 апреля 1997 г., № 301)
17. Шапошников, Евгений Иванович, помощник по вопросам развития космонавтики и авиации (11 марта 1997 г., № 213 — 7 мая 2000 г., № 835), помощник по вопросам развития авиации и космической техники (5 июня 2000 г., № 1036 — 30 марта 2004 г., № 446)
18. Приходько, Сергей Эдуардович, помощник президента РФ по вопросам внешней политики (9 апреля 1997 г., № 308 — 14 сентября 1998 г., № 1097); помощник по вопросам внешней политики и международных отношений (26 марта 2004 г., № 410 — 7 мая 2008 г.; 13 мая 2008 г., № 762 — 21 мая 2012 г., № 667)
19. Сергеев, Игорь Дмитриевич, помощник по вопросам стратегической стабильности (28 марта 2001 г., № 355 — 30 марта 2004 г., № 447)
20. Шувалов, Игорь Иванович, помощник по вопросам проведения административной реформы (28 мая 2003 г., № 578 — 30 октября 2003 г., № 1278), помощник по вопросам разработки общенациональных проектов и контролю за их реализацией (26 марта 2004 г., № 411 — 7 мая 2008 г.)
21. Аслаханов, Асламбек Ахмедович, помощник (16 сентября 2003 г., № 1074 — 30 марта 2004 г., № 451)
22. Сурков, Владислав Юрьевич, помощник (26 марта 2004 г., № 404 — 7 мая 2008 г.); помощник по вопросам социально-экономического сотрудничества с государствами СНГ, Абхазией и Южной Осетией (20 сентября 2013 г., № 724 — 7 мая 2018 г.; 13 июня 2018 г., № 316 — 18 февраля 2020 г., № 132)
23. Сечин, Игорь Иванович, помощник (26 марта 2004 г., № 405 — 7 мая 2008 г.)
24. Абрамов, Александр Сергеевич, помощник — секретарь Государственного совета Российской Федерации (26 марта 2004 г., № 406 — 7 мая 2008 г.; 13 мая 2008 г., № 759 — 23 мая 2012 г., № 701)
25. Иванов, Виктор Петрович, помощник по кадровым вопросам, вопросам государственной службы и защиты конституционных прав граждан (26 марта 2004 г., № 408 — 7 мая 2008 г.)
26. Поллыева, Джахан Реджеповна, помощник — специальный представитель президента РФ по вопросам гуманитарного сотрудничества со странами СНГ (26 марта 2004 г., № 409 — 7 мая 2008 г.); помощник — секретарь Совета при президенте РФ по науке, технологиям и образованию (13 мая 2008 г., № 761 — 13 января 2011 г., № 57)
27. Беглов, Александр Дмитриевич, помощник — начальник Контрольного управления президента РФ (27 мая 2004 г., № 681 — 7 мая 2008 г.)
28. Дворкович, Аркадий Владимирович, помощник по экономическим вопросам (13 мая 2008 г., № 760 — 21 мая 2012 г., № 641)
29. Чуйченко, Константин Анатольевич, помощник — начальник Контрольного управления президента РФ (13 мая 2008 г., № 763 — 7 мая 2012 г.; 21 мая 2012 г., № 680 — 18 мая 2018 г., № 229)
30. Марков, Олег Александрович, помощник по кадровым вопросам (16 мая 2008 г., № 800 — 23 мая 2012 г., № 696)
31. Голикова, Татьяна Алексеевна, помощник по вопросам социально-экономического сотрудничества с государствами СНГ, Абхазией и Южной Осетией (21 мая 2012 г., № 673 — 20 сентября 2013 г., № 723)
32. Набиуллина, Эльвира Сахипзадовна, помощник по экономическим вопросам (21 мая 2012 г., № 674 — 24 июня 2013 г., № 570)
33. Трутнев, Юрий Петрович, помощник по обеспечению деятельности Государственного совета РФ и региональной политике (21 мая 2012 г., № 675 — 31 августа 2013 г., № 692)
34. Щёголев, Игорь Олегович, помощник по применению информационных технологий и развитию электронной демократии (21 мая 2012 г., № 677 — 26 июня 2018 г., № 367)
35. Школов, Евгений Михайлович, помощник по вопросам государственной службы и обеспечению конституционных прав граждан (23 мая 2012 г., № 700 — 13 июня 2018 г., № 332)
36. Белоусов, Андрей Рэмович, помощник по экономическим вопросам (24 июня 2013 г., № 571 — 7 мая 2018 г.; 13 июня 2018 г., № 311 — 24 января 2020 г., № 25)
37. Левитин, Игорь Евгеньевич, помощник по вопросам региональной политики и развитию физкультуры и спорта (2 сентября 2013 г., № 694 — 7 мая 2018 г.; 13 июня 2018 г., № 314 — 14 мая 2024 г., № 357)
38. Кожин, Владимир Игоревич, помощник по вопросам военно-технического сотрудничества (12 мая 2014 г., № 327 — 13 июня 2018 г., № 330)
39. Цуканов, Николай Николаевич, помощник по вопросам местного самоуправления (25 декабря 2017 г., № 623 — 26 июня 2018 г., № 371)
40. Серышев, Анатолий Анатольевич, помощник по вопросам государственной службы и кадровой политики (13 июня 2018 г., № 315 — 12 октября 2021 г., № 582)
41. Орешкин, Максим Станиславович, помощник по экономическим вопросам (24 января 2020 г., № 60 — 14 мая 2024 г., № 335)

## Помощники вице-президента РСФСР — Российской Федерации
Список помощников вице-президента РСФСР (Российской Федерации). Вице-президент РСФСР (Российской Федерации) А. В. Руцкой (10 июля 1991 г. — 3 октября 1993 г.) своими распоряжениями назначил пятерых помощников вице-президента РСФСР (Российской Федерации), причём трое из них были назначены, когда пост вице-президента являлся должностью в РСФСР, и только двое (В. А. Кузьмин и Н. Н. Косов) — Российской Федерации (после распада СССР).
1. Маслов, Николай Михайлович (назначен 29 июля 1991 г., № 1-рв)
2. Стерлигов, Александр Николаевич (назначен 29 июля 1991 г., № 1-рв)
3. Шамарин, Александр Николаевич (назначен 5 декабря 1991 г., № 8-рв)
4. Кузьмин, Владимир Александрович (назначен 16 января 1992 г., № 1-рв)
5. Косов, Николай Николаевич (назначен ? 1992 г., № ?-рв)

## Дополнительные сведения
- Некоторые помощники президента совмещали должность помощника с иными государственными должностями:
  - Ю. В. Скоков — Государственный советник РСФСР — секретарь Комиссии при президенте РСФСР по разработке предложений по статусу, структуре и порядку деятельности Совета безопасности РСФСР (1991—1992 гг.)
  - Ю. М. Батурин — секретарь Совета обороны Российской Федерации (1996—1997 гг.)
  - А. И. Лебедь — секретарь Совета Безопасности Российской Федерации (1996 г.)
  - А. С. Абрамов — секретарь Государственного совета Российской Федерации (2000—2012 гг.)
- Указом президента Российской Федерации от 22 апреля 1996 г. № 586 было установлено, что начальник Службы безопасности президента Российской Федерации имеет статус первого помощника президента Российской Федерации (Указом президента от 2 июля 1996 г. № 1013 Служба безопасности президента Российской Федерации включена в состав ФСО России).
- Указом президента от 6 апреля 2004 г. № 490 установлено, что пресс-секретарь президента Российской Федерации и руководитель протокола президента Российской Федерации имеют статус помощника президента.
- В связи с реорганизацией Администрации президента Российской Федерации по указу президента от 25 марта 2004 г. № 400 помощник президента С. В. Ястржембский был переназначен в нестандартном порядке (одним указом освобождён от занимаемой должности и назначен на эту же должность).
- Указом президента от 30 апреля 2008 г. № 634 установлено, что замещение должностей федеральной государственной гражданской службы в Администрации президента Российской Федерации, назначение на которые производится президентом Российской Федерации, осуществляется федеральными государственными гражданскими служащими в течение срока исполнения президентом Российской Федерации своих полномочий (таким образом с момента вступления в должность президента Российской Федерации Д. А. Медведева 7 мая 2008 г. помощники президента освобождались от своих должностей без принятия каких-либо специальных правовых актов).
- Указом президента от 7 мая 2008 г. № 718 федеральным государственным гражданским служащим Администрации президента Российской Федерации, назначенным на должности президентом Российской Федерации, прекратившим исполнение своих полномочий, поручено временно исполнять обязанности по замещаемым ими должностям впредь до осуществления президентом Российской Федерации соответствующих назначений.